# Halfdans ABC
Halfdans ABC er en billedbog fra 1967, forfattet af Halfdan Rasmussen og illustreret af Ib Spang Olsen, der siden sin udgivelse er blevet genoptrykt flere gange.

## Indhold
Bogen er bygget op omkring det danske alfabet, hvor hvert bogstav har et vers og en illustration. Første vers om alfabetets første bogstav A, omhandler pigen Ane, som lægger anemoner i en kanon, hvorefter andet vers om bogstavet B omhandler drengen Benny, hvis bukser brændte og hans ven, Børge. I samme stil fortsættes bogen gennem alfabetets resterende bogstaver.

## Kulturkanon
I 2006 udgives Kulturministeriets Kulturkanon. Under kategorien Børnekultur optages Halfdans ABC ved siden af en række andre klassikere, såsom De små synger, Høj stol og filmen Gummi Tarzan.